# Saltillo (voilier)
Pour les articles homonymes, voir Saltillo (homonymie).
Le Saltillo est un ketch espagnol, à voile mixte (corne et bermudienne), mât en bois, coque et pont en acier. 
Il navigue en voilier-école de la Escuela  Técnica Superior de Nautica y Mâquinas Navales. Son port d'attache est Portugalete, proche de Bilbao.

## Histoire
Il a été construit en 1932 aux Pays-Bas, sur le chantier naval De Vries Lentsch à Amsterdam, selon un plan ED Hart (architecte naval). Son propriétaire anglais ne l'a gardé qu'un an.

De 1934 à 1946, il a appartenu à un espagnol, Pedro J. de Galindez (un des fondateurs du Real Sporting Club qui l'a baptisé Saltillo. Il est utilisé comme yacht privé. En 1936, durant la guerre civile espagnole, il a été endommagé par une bombe.

En 1947 il est donné au Comte de Barcelone, Jean de Bourbon (le père du roi Juan Carlos). Le voilier servit à l'apprentissage de la voile pour le roi d'Espagne. Il participa aux Jeux Olympiques de 1948 et fut utilisé dans de nombreuses régates et courses comme représentant le Real Sporting Club. Il sera utilisé pour la dernière fois par la famille royale à l'occasion du mariage de Juan Carlos Ier et de Sophie de Grèce, qui a eu lieu à Athènes. 

En 1962, le yacht est redonné à son propriétaire. Il servira ensuite au Real Sporting Club pour des régates et des croisières, voyageant jusqu'en Angleterre (1963) et même aux USA.

En 1968, il est donné à l'École de science nautique de portugalete et devient un voilier-école. À cause de sa  vieillesse il doit être entièrement restauré en 1988, bénéficiant de subventions du Ministère des transports du gouvernement basque. Il est relancé en 1998.
Actuellement, Le Saltillo est toujours utilisé comme voilier-école par l' Escuela  Téchnica Superior de Nautica y Mâquinas Navales de Portugalete. Il participe à de nombreux rassemblements en Europe et à des régates et courses de grands voiliers. C'est un des plus grands voiliers traditionnels espagnols en état de naviguer.
Il a participé au  Brest 2004, Brest 2008, aux Les Tonnerres de Brest 2012, à Brest 2016 et à Temps fête Douarnenez 2018.